# Pismis 24-1
Pismis 24-1 – gwiazda wielokrotna położona w gwiazdozbiorze Skorpiona, znajduje się w odległości 8000 lat świetlnych od Ziemi.
Należy do młodej gromady otwartej Pismis 24 i jest jej najjaśniejszą gwiazdą. Z pierwszych ostrożnych szacunków wynikało, że jest to gwiazda o masie rzędu od 200 do 300 mas Słońca, co czyniłoby ją najcięższą znaną gwiazdą w naszej Galaktyce. Badania z wykorzystaniem Kosmicznego Teleskopu Hubble’a wykazały, że są to dwie bardzo jasne i masywne gwiazdy położone blisko siebie i obiegające wspólny środek masy. Masę składnika Pismis 24-1NW oceniono na 97 ± 10 mas Słońca, a składnika Pismis 24-1SW na 96 ± 10 mas Słońca. Badania zespołu, którym kierował hiszpański astronom Jesús Maíz Apellániz z Instituto de Astrofísica de Andalucía wykazały ponadto, że co najmniej jeden ze składników układu – Pismis 24-1NW – jest gwiazdą spektroskopowo podwójną – dwie wchodzące w jego skład gwiazdy znajdują się tak blisko siebie, że nie da się ich sfotografować oddzielnie, jednak o podwójności świadczą zmiany prędkości radialnych wykryte na podstawie obserwacji widma gwiazdy. Jeśli gwiazdy wchodzące w skład tego układu spektroskopowo podwójnego miałyby taką samą temperaturę i jasność, wówczas masa każdej z nich byłaby rzędu 64 M☉.